# Dienst Luchtvaartpolitie

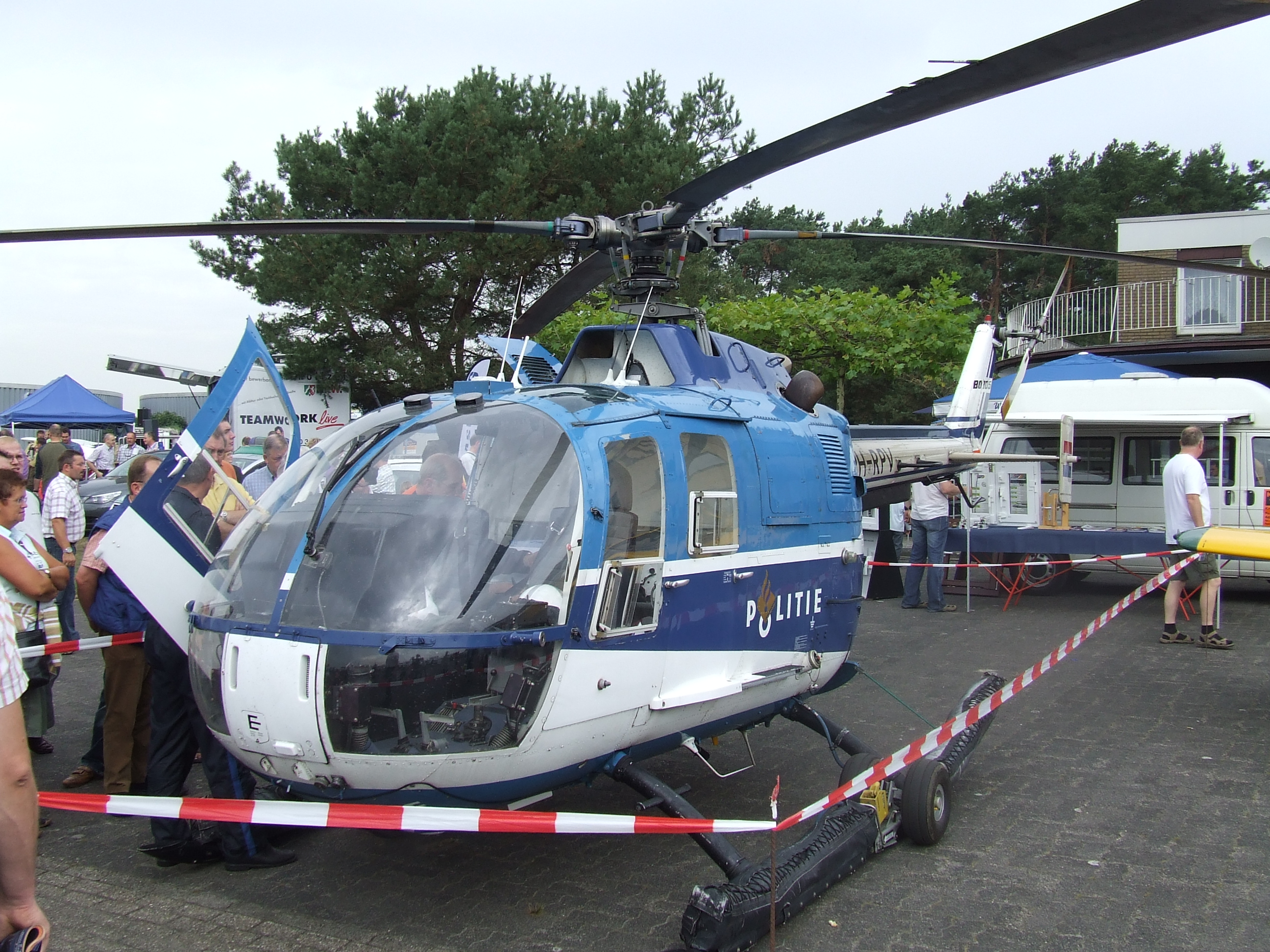
Hélicoptère MBB Bo 105 de la Dienst Luchtvaart Politie lors d'un meeting

La Dienst Luchtvaartpolitie (service d'aviation de la police) est la branche aviation du Dutch Korps landelijke politiediensten (en) (KLPD; Agence nationale des services de police). L'unité exploite une flotte d'hélicoptères à diverses fins d'application de la loi et de surveillance. Elle est également responsables de l'application du droit aérien, par exemple en effectuant des contrôles d'alcoolémie pour les pilotes.

## Flotte
Le Dienst Luchtvaartpolitie en date de février 2019 exploite les aéronefs suivants:
Les Eurocoptères ont été commandés pour remplacer l’ancien MBB Bo 105. L’AW139 est également disponible pour les Unit Interventie Mariniers (en) (service d’intervention spéciale).